# باشگاه فوتبال وودلندز ولینگتون
باشگاه فوتبال وودلندز ولینگتون یک باشگاه فوتبال حرفه‌ای مستقر در وودلندز، سنگاپور بود که در لیگ برتر فوتبال سنگاپور، یعنی بازی می‌کرد. این باشگاه از سال ۱۹۹۶ تا ۲۰۱۴ در لیگ برتر فوتبال شرکت می‌کرد. ورزشگاه وودلندز، ورزشگاهی با ۴۳۰۰ صندلی است که از زمان تأسیس تاکنون در آن بازی کرده‌اند.